# Champions Cup 2019
Der Champions Cup 2019 (russisch Кубок Чемпионов 2019 Kubok Tschempionow 2019) war ein Billardturnier, das am 13. Februar 2019 im Imperija Billardklub in der russischen Hauptstadt Moskau stattfand. Gespielt wurde Freie Pyramide, eine Disziplin des Russischen Billards. Acht Jahre nach der ersten Ausgabe wurde das Einladungsturnier zum zweiten Mal ausgetragen.
Sieger wurde der Ukrainer Oleksandr Palamar, der im Finale den Russen Juri Paschtschinski mit 6:4 besiegte.

## Teilnehmer
Gegenüber der ersten Ausgabe wurde das Teilnehmerfeld deutlich reduziert. Vier ehemalige Weltmeister wurden eingeladen, dies waren:
- Serghei Krîjanovski, zweimaliger und amtierender Freie-Pyramide-Weltmeister
- Oleksandr Palamar, Kombinierte-Pyramide-Weltmeister von 2007
- Kanybek Sagynbajew, dreimaliger Weltmeister
- Jewgeni Stalew, zweifacher Freie-Pyramide-Weltmeister

Jewgeni Stalew musste seine Teilnahme kurzfristig absagen. Er wurde ersetzt durch den Weltmeister von 2005 Juri Paschtschinski, der ursprünglich am Rande des Turniers eine Trickstoßshow veranstalten sollte.

## Turnierplan
|  | Halbfinale          | Halbfinale |                   |                     | Finale | Finale |
|  |                     |            |                   |                     |        |        |
|  |                     |            |                   |                     |        |        |
|  | Oleksandr Palamar   | 7          |                   |                     |        |        |
|  | Kanybek Sagynbajew  | 2          |                   |                     |        |        |
|  |                     |            | Oleksandr Palamar | 6                   |        |        |
|  |                     |            |                   | Juri Paschtschinski | 4      |        |
|  | Serghei Krîjanovski | 6          |                   |                     |        |        |
|  | Juri Paschtschinski | 7          |                   |                     |        |        |
|  |                     |            |                   |                     |        |        |